# Giorgio Logiri
Giorgio Logiri (Milano, 1946) è un chitarrista, compositore, arrangiatore, direttore d'orchestra e didatta italiano.

## Biografia
Dopo essersi diplomato al Conservatorio di Milano, Giorgio Logiri entra nei The Red Devils, gruppo beat di origine romagnola che accompagna il cantante Giordano Colombo.
Nel 1966 diventa il chitarrista dei Grifoni, il gruppo che accompagna in concerto e nei dischi il cantautore Gian Pieretti, sostituendo Roberto Frizzo.
Nel 1968 entra poi nel gruppo che accompagna Armando Savini, rimanendovi fino ai primi anni '70.
Nel frattempo ha iniziato un'attività di direttore d'orchestra ed arrangiatore per la Philips, dove ha modo di conoscere Franco Battiato, per il quale cura alcune orchestrazioni: per il cantautore siciliano scrive le musiche di alcune canzoni, anche interpretate da altri artisti.
Come compositore partecipa nel 1969 a Un disco per l'estate con Bella ragazza e alla Mostra Internazionale di Musica Leggera di Venezia con Sembrava una serata come tante, entrambe cantate da Franco Battiato, e nel 1970 al Cantagiro 1970 con Buttala a mare, cantata da Armando Savini.
Nello stesso anno Formidable (cover di È l'amore in francese), incisa da Johnny White per la Decca, è un successo in Belgio, mentre nel 1972 entra in classifica nei Paesi Bassi la versione in olandese di Bella ragazza, Hij is alles voor mij (Everything that I am), cantata da Anneke Grönloh. La stessa canzone era già stata incisa tre anni prima in inglese dalla cantante canadese Ginette Reno.
Pur continuando negli anni successivi l'attività di musicista, si dedica anche all'insegnamento, fondando la scuola di musica Music Time di Milano.
È autore di un metodo esclusivo per la chitarra elettrica e di un'enciclopedia didattica sulle tecniche di improvvisazione e sull'armonia funzionale e modale.
Attualmente insegna nella sua residenza di Golasecca (VA), situata nel Parco del Ticino.

## Le principali canzoni scritte da Giorgio Logiri
| Anno | Titolo                                       | Autori del testo                       | Autori della musica                 | Interpreti      |
| ---- | -------------------------------------------- | -------------------------------------- | ----------------------------------- | --------------- |
| 1968 | È l'amore                                    | Franco Battiato                        | Giorgio Logiri e Guido Lamorgese    | Franco Battiato |
| 1968 | Fumo di una sigaretta                        | Franco Battiato                        | Giorgio Logiri e Guido Lamorgese    | Franco Battiato |
| 1969 | Sembrava una serata come tante               | Franco Battiato                        | Giorgio Logiri                      | Franco Battiato |
| 1969 | Gente                                        | Giovanni Bonoldi                       | Giorgio Logiri                      | Franco Battiato |
| 1969 | Bella ragazza                                | Franco Battiato                        | Giorgio Logiri e Federico Mompellio | Franco Battiato |
| 1969 | Ed ho idea                                   | Franco Battiato                        | Giorgio Logiri                      | La Metamorfosi  |
| 1969 | Scusa, eh!                                   | Franco Battiato                        | Giorgio Logiri                      | La Metamorfosi  |
| 1969 | Iloponitnatsoc                               | Franco Battiato                        | Giorgio Logiri                      | Franco Battiato |
| 1969 | A lume di candela                            | Franco Battiato                        | Giorgio Logiri                      | Daniela Ghibli  |
| 1969 | Occhi d'or                                   | Paolo Farnetti                         | Giorgio Logiri e Federico Mompellio | Franco Battiato |
| 1969 | Everything that I am                         | Franco Battiato e J.C. Dee             | Giorgio Logiri                      | Ginette Reno    |
| 1970 | Buttala a mare                               | Luciano Beretta                        | Giorgio Logiri e Armando Savini     | Armando Savini  |
| 1970 | Come una rondine                             | Ermanno Parazzini                      | Giorgio Logiri                      | Nancy Cuomo     |
| 1970 | Formidable (La saison du bonheur)            | Franco Battiato, J. Nick e Frank Rover | Giorgio Logiri e Guido Lamorgese    | Johnny White    |
| 1972 | Hij is alles voor mij (Everything that I am) | Franco Battiato e M. Hijermans         | Giorgio Logiri                      | Anneke Grönloh  |